# Monument aux morts du Falgoux
Le monument aux morts du Falgoux est un monument aux morts situé en France sur la commune du Falgoux, en région Auvergne-Rhône-Alpes.

## Historique
Le 20 janvier 1922, le conseil municipal valide le projet de monument aux morts conçu par l'architecte François Lascombes et le sculpteur Georges Saupique. Initialement prévu près de la future mairie, il est finalement installé contre le mur nord du transept de l’église. Inauguré le 16 septembre 1923, il était à l’origine entouré d’une barrière d’obus (aujourd’hui disparue), et son parvis a été pavé en 1925.

## Description
Le monument présente un soldat en bronze, en haut-relief, appuyé sur son fusil dans une posture calme mais déterminée. La stèle de granit est ornée d’une croix de guerre rouge gravée. Deux panneaux latéraux portent les noms des morts de la commune, décorés de palmes et de casques. La sculpture est signée Georges Saupique, artiste reconnu pour ses nombreux monuments aux morts et son buste officiel de Marianne sous la IVe République.

## Protection
Le monument aux morts, avec sa calade, adossé au mur nord du bras nord du transept de l'église, est inscrit au titre des monuments historiques par arrêté du 13 mars 2019.